# フランク＝ヴァルター・シュタインマイヤー
フランク＝ヴァルター・シュタインマイヤー（ドイツ語: Frank-Walter Steinmeier, 1956年1月5日 - ）は、ドイツの政治家（ドイツ社会民主党）。現在、同国第12代連邦大統領を務める。2005年より2009年まで第1次メルケル内閣で外務大臣を務めた。2007年11月より2009年10月まで副首相を兼任。2013年から2017年にかけて第3次メルケル内閣で外務大臣を務めた。その他1999年 ‐ 2005年、ゲアハルト・シュレーダー内閣で連邦首相府長官。2007年上半期に欧州連合理事会議長を務めた。

## 来歴

### 生い立ち及び初期の経歴
ノルトライン＝ヴェストファーレン州デトモルト生まれ。父は木工職人、母は工場労働者。既にギムナジウム在校中にドイツ社会民主党（SPD）の下部組織である社会主義青年団（ユーゾー）に参加した。卒業後に兵役を済ませ、1975年にSPDに入党した。翌年ギーセン大学に入学し、1982年に司法修習生となり、1986年に国家司法試験に合格した。ギーセン大学で政治学（公法）の助手として勤務し、1991年にホームレス問題に関する論文で法学博士号を取得した。1991年、ニーダーザクセン州首相府に勤務し、メディア法・メディア政策を担当した。

### 政界入り
1993年、ゲアハルト・シュレーダー州首相の個人秘書となり、翌年その政策および出納部門の長となった。1996年、ニーダーザクセン州首相府長官に就任した。
1998年ドイツ連邦議会選挙でシュレーダー率いるSPDが勝利して16年ぶりの政権交代を実現。連邦首相となったシュレーダーは、個人的信頼関係にあるシュタインマイヤーをボンに伴い、連邦首相府政務次官・情報特別担当に任命した。翌年7月に連邦首相府長官のボド・ホンバッハが辞任すると、シュタインマイヤーをその後任に指名した。シュタインマイヤーはシュレーダーに最も信頼されていた閣僚の一人で、主に目立たない裏方に徹していた。彼はシュレーダー政権の基本政策、とりわけ「ハーツ」計画や「アゲンダ2010」、2003年の税制改革といった様々な改革案の方向性を定めた、2002年12月の年金・健康保険制度改革案の作成に携わった。
こうした「痛みを伴う」改革案は国民の不興を買い、2005年ドイツ連邦議会選挙にシュレーダーは僅差で敗れ、アンゲラ・メルケルを首班とするキリスト教民主同盟（CDU）およびキリスト教社会同盟（CSU）とSPDの「大連立」内閣が成立した。一般にはほとんど無名だったシュタインマイヤーがその外務大臣に迎えられたことは、世間を驚かせた。イタリアのある新聞は、シュタインマイヤーの写真として間違えて新財務相のペール・シュタインブリュックの顔写真を掲載したほどである。この任命にはシュレーダーの強い意向が働いたといわれる。実際のところシュタインマイヤーはシュレーダー内閣でもっとも政策に精通していた一人であり、かつて18年にわたりドイツ外交を主導したハンス＝ディートリヒ・ゲンシャー元外相などは、この人事を評価した。

### 外務大臣

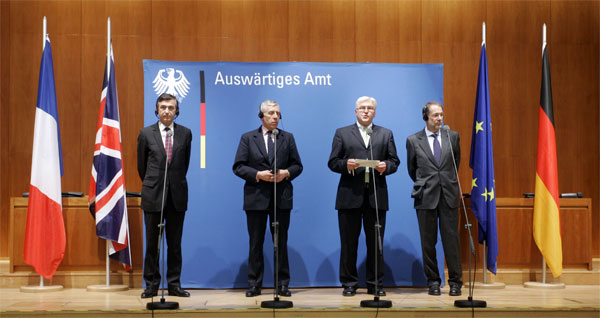
イラン核開発問題で協議したシュタインマイヤー（右から2人目）と、フランスのドスト・ブラジ外相、イギリスのストロー外相、EUのソラナ上級代表（2006年12月、ドイツ外務省にて）

シュタインマイヤーは実行力のあるプラグマティスト（実用主義者）と評価されている。首相府長官時代にはさまざまな諜報に接し、海外情勢に精通している。2001年9月11日のアメリカ同時多発テロ事件の際は危機対策本部長として首相府・外務省・国防省をまとめた。また政務次官会議を主宰して内閣のあらゆる方面に通じ、欧州連合の問題やドイツ連邦軍の国外派遣などを取り仕切っていた。こうした首相府長官としての経験は、外相として大いに役立っているものと思われる。就任後は地味ながら手堅く外務大臣の職務をこなしており、アフガニスタン問題でNATOと不協和音がある他は、特に失策は見られない。2007年上半期には欧州連合理事会議長国を務め、6月末のEU首脳会議でもごねるポーランドをなだめすかし、暗礁に乗り上げたEU憲法に代わる新条約への道筋をつけた。
一方でシュタインマイヤーは首相府長官時代の行動を外相就任後に追及されている。ドイツは公式には2003年にアメリカが始めたイラク戦争に反対の姿勢を示していたものの、実際は戦争中もドイツの情報機関BNDの要員がバグダードに潜入してアメリカ軍に協力していたことが2005年になって知られるところとなった。もう一つはドイツに永住するトルコ人ムラット・クルナズが2001年にパキスタンでアメリカ軍に拘束され、その際ドイツ軍の特殊部隊KSKが拷問に協力し、その後グァンタナモ米軍基地に収容されたという情報を2002年にアメリカ側から受けながら、これを放置して拘束を長引かせたという疑惑である（釈放されたクルナズが2006年8月にドイツに帰国し告発）。これらの疑惑について当時の内閣の情報責任者であるシュタインマイヤーが連邦議会の特別調査委員会の追及を受けたが、疑惑については決断を下しうる情報を得ていなかったと否定している。

### 副首相・副党首
2007年10月のSPD党大会でシュタインマイヤーはSPDの連邦レベルでの副党首に選出された。2007年11月に同じSPDのフランツ・ミュンテフェーリング副首相兼労働相の辞任が発表されると、副首相に就任。それに合わせて、メルケル首相の対ロシア・中国外交の姿勢、とりわけメルケル首相が9月にダライ・ラマ14世を首相官邸に招き、反発した中国政府が外交日程を一方的にキャンセルしている事態を批判した。泥沼化するアフガニスタン情勢については、NATOが要求するドイツ連邦軍の活動範囲拡大に反対しているものの、早期撤退にも反対している。政治面で活躍する一方で、ベルナール・クシュネルと共にデュエットで歌手を行っていた時期もあった。YouTubeと外務省のページで視聴が可能。
2008年9月、クルト・ベック党首の突然の辞任に伴い党首職を代行。また2009年ドイツ連邦議会選挙でSPDの連邦首相候補となることが内定した。総選挙直前の2009年8月に、2020年までに失業対策の為400万人の雇用創出、環境保護の推進、就学率の向上、男女同権などを掲げた「ドイチュラント・プラン」を発表するが、翌月の総選挙ではSPDは歴史的大敗を喫した。自身はブランデンブルク州の選挙区から出馬して初めてドイツ連邦議会に議席を獲得した。9月29日、SPDの連邦議会議員団長（院内総務）に選出された。第2次メルケル内閣が成立した10月28日に副首相・外相を離職した。
2013年ドイツ連邦議会選挙で大連立による第3次メルケル内閣が成立すると、外相に復帰した。同時に連邦議会党議員団長職を辞任した。

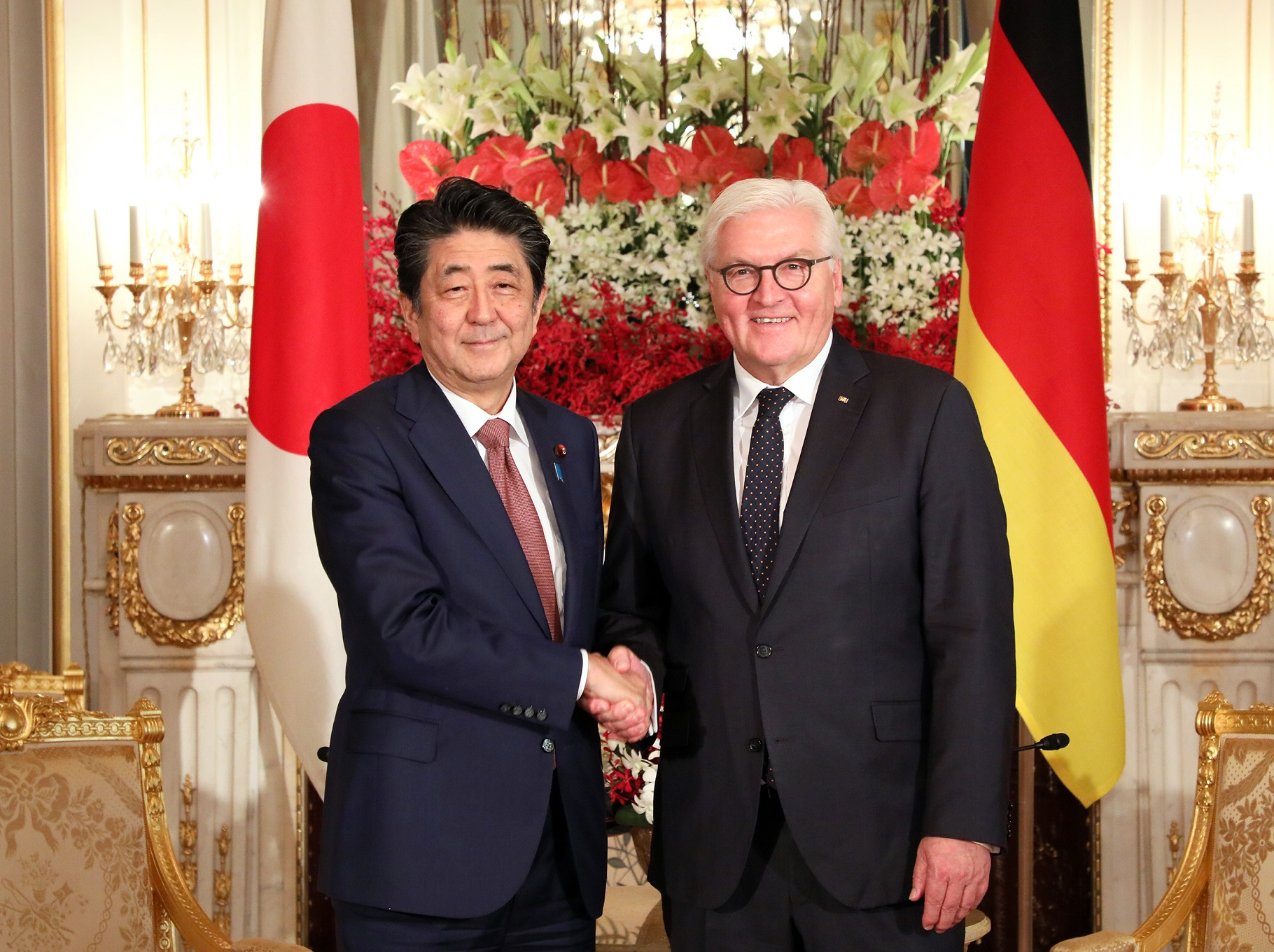
日本の安倍晋三首相と（2019年10月23日）

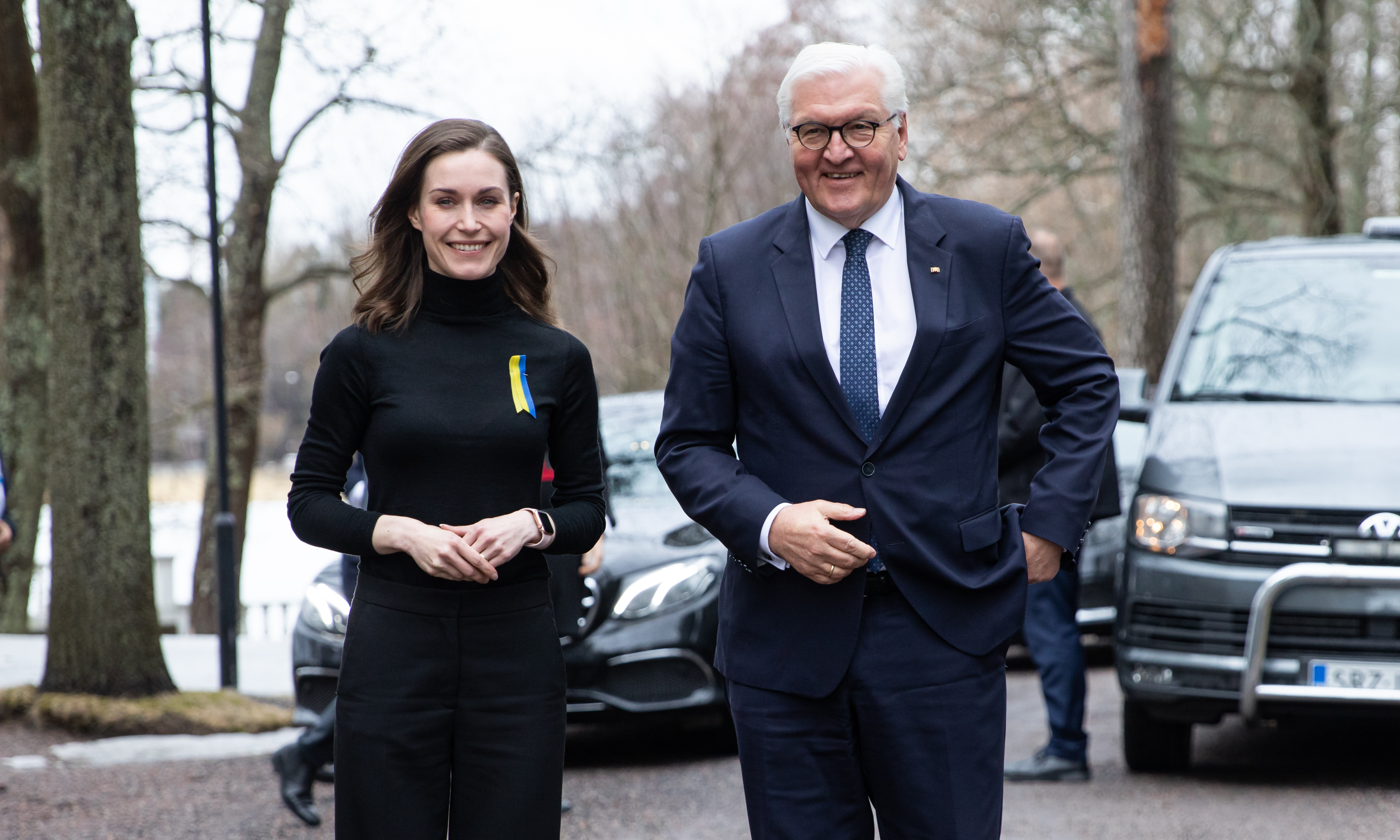
フィンランドのサンナ・マリン首相と（2022年4月8日）

### 連邦大統領
2016年6月、ヨアヒム・ガウク連邦大統領が高齢を理由に再選の断念を表明した後、第3次メルケル内閣の与党を構成するドイツ・キリスト教民主同盟（CDU）、バイエルン・キリスト教社会同盟（CSU）およびドイツ社会民主党（SPD）の3党は、シュタインマイヤーを統一候補として、次期連邦大統領を選出する連邦会議に臨むことを決めた。このためシュタインマイヤーは、2017年1月27日に外相を辞任し、連邦大統領候補として同会議の審判を受けることとなった。2017年2月12日に連邦会議で行われた投票では931票を獲得し、左翼党のクリストフ・ブッターウェッゲ（128票）、ドイツのための選択肢（AfD）のアルブレヒト・グラーザー（42票）を下して、連邦大統領に当選した。2018年2月6日から7日にかけて日本を公式訪問した。2017年3月の大統領就任以降初の来日であり、東アジアで初の訪問国となった。6日に安倍晋三内閣総理大臣と、翌7日には天皇と会談を行った。2019年10月22日の即位礼正殿の儀に参列し、翌23日には迎賓館赤坂離宮で安倍内閣総理大臣と会談を行った。2022年2月13日の連邦会議で行われた大統領選挙で1,472人中1,045票を獲得し再選された。2022年ロシアのウクライナ侵攻が始まるとドイツはウォロディミル・ゼレンスキー政権を支援。シュタインマイヤーはバルト三国、ポーランドの首脳らとともにウクライナを訪問し、ゼレンスキー大統領との会談を計画したが、ウクライナ側から拒否された。
これはシュタインマイヤーが外相時代に親ロシア派として外交を進めてきたことを問題視したためとも報道された。

## 家族

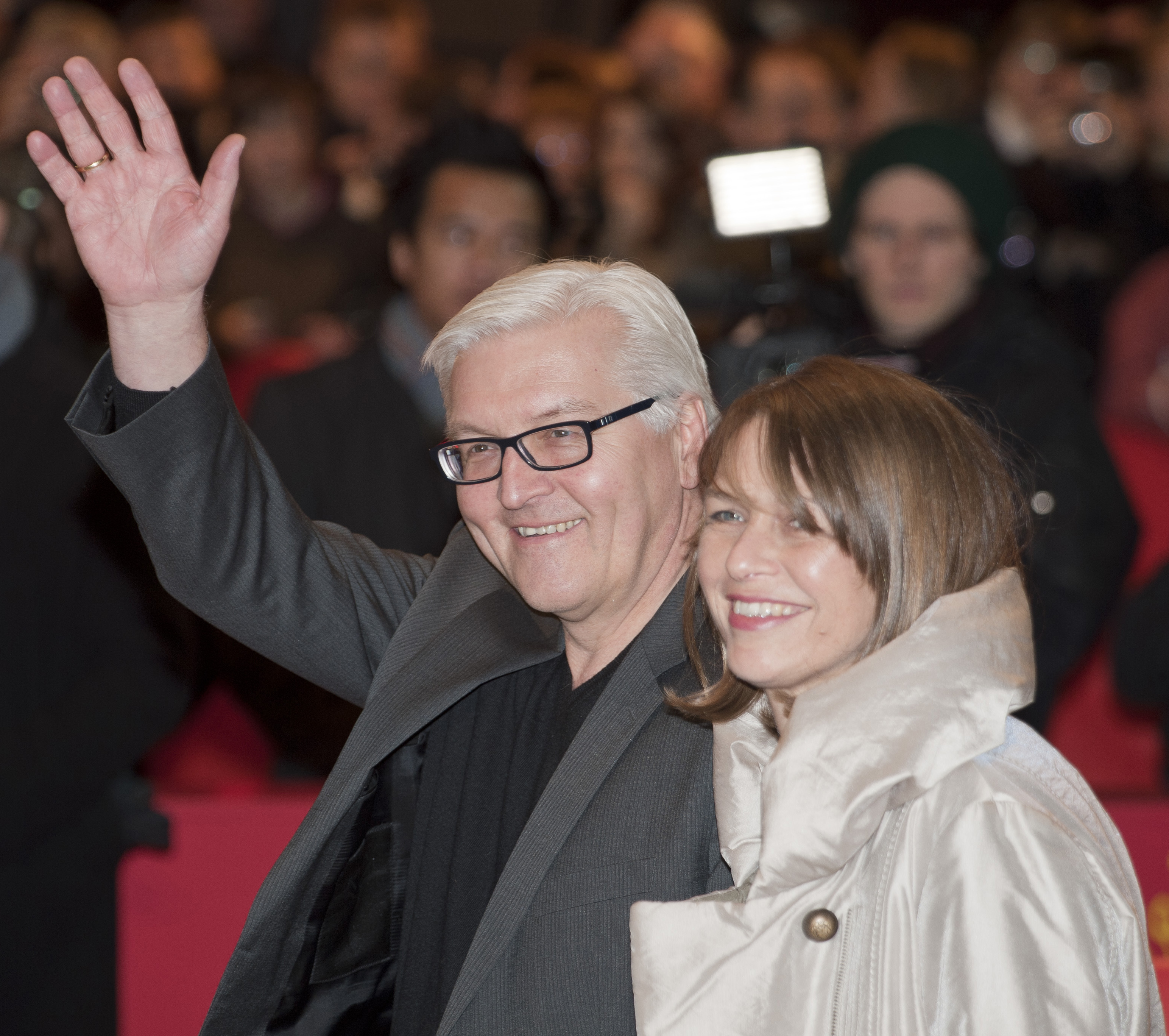
シュタインマイヤーと夫人のエルケ・ビューデンベンダー（2011年ベルリン国際映画祭にて）

行政裁判所判事の夫人との間に1女がある。ベルリンに住居を持ち、ベルリン＝ブランデンブルク＝シュレージシェ・オーバーラウジッツ福音主義教会の福音改革派教会に属している。2010年8月、病気の夫人に自らの腎臓を移植した。自身も司法試験受験直前の1980年に角膜移植を受けた経験がある。